# Johann Robert von Capitain

Johann Robert von Capitain

Johann Robert von Capitain (* 2. Mai 1824 in Frankfurt am Main; † 22. April 1881 in Palermo) war gelernter Gerber, Offizier in der Osmanischen Armee, persönlicher Adjutant des Damad Prince Ibrahim Ilhami Pasha, Träger des Medjidie-Orden von Sultan Abdülmecid I., Träger des Komturkreuzes des Ritterorden der hl. Mauritius und Lazarus, Ritter des Komturkreuzes des Orden der Württembergischen Krone, Hausbesitzer in Konstantinopel, Alexandria, Frankfurt am Main und Besitzer des „Weißen Schlösschen“ auf dem Grauberg in Miltenberg.

## Leben
Capitain war der Sohn des Handwerkers Carl Philipp Capitain (31. Oktober 1785 in Frankfurt am Main – 18. November 1835 ebenda) und der Katharina Mons (10. April 1785 in Oberursel – 3. Mai 1837 in Frankfurt am Main). Er hatte acht Geschwister, darunter die Opernsängerin Elise Capitain. Durch deren Heirat mit dem Schauspieler Friedrich Haase wurde er mit diesem verschwägert.
Capitain hatte ein sehr abenteuerliches Leben. Er machte zwei langjährige Reisen, die ihn bis nach Indien führten. Über die abenteuerlichen Erlebnisse auf diesen Reisen verfasste er 15 Tagebücher und ein Notizbuch. Aus seinem Leben sind außerdem viele Briefe und Dokumente erhalten. In dem Buch „Johann Robert von Capitain; seine Abenteuer, sein Leben im Orient, Bürger von Miltenberg“ sind seine 15 Tagebücher und sein weiteres Leben anhand von eigenen Briefen und Lebensbeschreibungen seiner vier Töchter enthalten.
Nach dem Schulabschluss 1838 macht Capitain eine Gerberlehre. 1844 bricht er zu seiner ersten Reise auf den Balkan und den Nahen Osten auf. 1846 kehrt er zurück und bereitet sich auf die nächste Reise vor, die er im März 1847 antritt. Wieder geht es in den Nahen Osten. Schon im Mai 1847 ist er in Konstantinopel und ist Mitbegründer eines Vereins, der sich Teutonia nennt. Die Teutonia ist ein Zusammenschluss von deutschen Handwerkern, die in Konstantinopel leben (Bosporus-Deutsche). Den Verein gibt es heute noch. Im Oktober 1849 setzt er seine Reise fort, die ihn über Samsun, Diarbekir (heute Diyarbakir), von dort mit dem Floß auf dem Tigris über Bagdad nach Basra führt. Er will weiter mit Schiff über Buschehr nach Bombay (Mumbai). Im Juli 1850 wird sein Schiff im Persischen Golf von Piraten aufgebracht. Alle Matrosen und Passagiere werden umgebracht, außer Capitain. Er wird für einen Doktor gehalten, der dem Sohn des Piratenanführers das Leben retten soll. Die Piraten halten ihn gefangen, bis ihn Ende November 1850 das englische Kriegsschiff Euphrates unter Cpt. Tronson befreit. Nach längerem Aufenthalt in Buschehr, Schiraz und Teheran gelangt er 1852 nach Bombay. In Indien bleibt er zwei Jahre. Er will in die indische bzw. englische Armee eintreten, was ihm aber nicht gelingt. Über Solapur, Hyderabad reist er mit Ochsenwagen ins Königreich Mysore nach Ootacamund (heute Udagamandalam) in die Nilgiri-Berge. Dort macht er Studien über die indigenen Völker (Thodawurs, Buddagurs, Kothurs, Koorumhurs). In seinen Tagebüchern sind auch umfangreiche statistische Tabellen über die Zusammensetzung der Britischen Ostindien-Kompanie deren Flotte und Bewaffnung.
Enttäuscht, dass seine beruflichen Ziele nicht erreichbar waren, kehrt er 1854 die Heimreise nach Frankfurt am Main an. Aber schon im Herbst 1854 ist er wieder in Konstantinopel. Er rettet den Schwiegersohn des osmanischen Sultans (Damad) Ilhami Pascha vor dem Ertrinken aus dem Bosporus, worauf Ilhami ihn zu seinem persönlichen Adjutanten macht und für die Verwaltung seines gesamten Serail verantwortlich ist. In der Osmanischen Armee avanciert er schnell zum Major. 1857 bekommt er auf Veranlassung von Ilhami vom osmanischen Sultan Abdülmecid I. den Medjidie-Orden.
Im September 1857 heiratet er die Deutsch-Griechin Rosalie Seefelder (* 29. November 1840 in Konstantinopel; † 10. Juli 1909 in München), mit der er 10 Kinder haben wird. Vater von Rosalie ist Michael Seefelder (* 17. September 1804 in Boos / Allgäu; † 15. Juli 1870 nach dem großen Brand Pera), ein Tischlermeister, der in der deutschen Kolonie „Vater der Deutschen“ genannt wird.

„Weißes Schlösschen“ auf dem Grauberg in Miltenberg (um 1870)

Im Auftrag von Ilhami macht Capitain (bis 1860) mehrere diplomatische Reisen nach Österreich, Italien, Frankreich und Großbritannien, dabei überbringt er meist Araberpferde als Geschenke. Auf der diplomatischen Reise im Sommer 1860 nach Italien wird ihm in Turin das Komturkreuz des Ritterorden der hl. Mauritius und Lazarus verliehen. In Stuttgart wird er mit der Ehrung des Kommenturkreuzes des Orden der Württembergischen Krone in den persönlichen Adel erhoben. Während dieser Reise im Sommer/Herbst 1860 stirbt Ilhami unerwartet im Alter von 24 Jahren an einem „Schlaganfall“, (in der Familie Capitain vermutet man, dass er vergiftet wurde). Nun sieht Capitain keine Zukunft mehr für sich und seine Familie in Konstantinopel. Im Juni 1861 zieht er mit Familie nach Frankfurt am Main in eines seiner Häuser.
1866 kauft er vom Freiherrn Ernst von Woldeck (aus dem Hause Gnewikow in der Mark Brandenburg), das „Weiße Schlösschen“ auf dem Grauberg in Miltenberg. Er will weg aus Frankfurt am Main, da die Stadt nach dem Bruderkrieg (Deutscher Krieg) von 1866 preußisch geworden ist. In Miltenberg engagiert sich die Familie sehr in der Gemeinde, mit Spenden und sozialem Engagement. 1870 nimmt Capitain als Sanitäter beim Roten Kreuz am Deutsch-Französischen Krieg bei Sedan (Schlacht von Sedan) und in Belgien teil.
Während einer Reise nach Italien und Konstantinopel nimmt er am 14. Juni 1874 an der Grundsteinlegung für ein neues Vereinshaus der Teutonia in Konstantinopel teil. Zurück von dieser Reise trifft die Familie ein schweres Schicksal. Im August und November 1874 sterben drei seiner Kinder (im Alter von 11, 13, und 15 Jahren) an einer Diphtherie- und Scharlachepidemie. Capitain stürzt sich in Arbeit und überwacht und unterstützt den Bau der Institutskapelle in Miltenberg.
Im Winter 1878 erkrankt Capitain an Lunge und Rippenfell. Er macht mehrere Kuren in Palermo, Bad Reichenhall, Gries bei Bozen. Im Dezember 1880 fährt er wieder zur Kur nach Palermo ins Haus seines Schwagers Georg Seefelder (Eisenbahndirektor von Sizilien). Capitain stirbt am 22. April 1881 in Palermo in Anwesenheit seiner Frau Rosalie. Sein Leichnam wird per Schiff (nach Hamburg) und per Bahn nach Miltenberg überführt. Am 19. Mai 1881 wird Capitain unter großer Beteiligung der Miltenberger Bevölkerung auf dem Laurentiusfriedhof beigesetzt.
Die Familie lebt noch bis 1900 auf dem Grauberg.

## Wappen

Wappen von Johann Robert von Capitain

Das Wappen zeigt links oben einen Löwen mit türkischem Krummsäbel (Kilidsch); darunter ein Band mit drei Sternen mit dem türkischen Halbmond; rechts unten im Feld ein Arm der einen Hammer hält. Über dem Wappen ein reichverzierter Harnisch, der von einem Stern mit Halbmond gekrönt ist. Unter dem Wappen verläuft ein Spruchband mit seinem Wahlspruch, den er schon in seinem ersten Tagebuch 1847 als Leitspruch eintrug:
„Deo ducet - nil nocet“ (Wer Gott als Führer hat – dem wird nichts schaden); darunter in der Mitte ein Kreuz.

## Werke
- Johann Robert von Capitain; seine Abenteuer, sein Leben im Orient, Bürger von Miltenberg; Redaktion: Klaus Hench, Herbert Hotop, Michael Söller; Herausgeber: Förderkreis „Historisches Miltenberg“ e.V., Miltenberg 2011, ISBN 978-3-00-034912-6.